# Singida (regija)
Singida je jedna od 30 regija u Tanzaniji. Središte regije je u gradu Singidi.

## Zemljopis
Regija Singida nalazi se u središnjoj Tanzaniji, prostire se na 49.341 km². Susjedne tanzanijske regije su Šinjanga na sjeveru, Tabora na zapadu, Mbeya na jugozapadu,  Iringa na jugoistoku, Dodoma na zapadu i Manyara na sjeveroistoku.

## Stanovništvo
Prema popisu stanovništva iz 2002. godine u regiji živi 1.091.000 stanovnika dok je prosječna gustoća naseljenosti 22 stanovnika na km².

## Podjela
Regija je podjeljena s četiri distrikta: Iramba, Manyoni, Singida Rural i Singida Urban.